# اودینوچکا
اودینوچکا (به لاتین: Odinochka) یک منطقهٔ مسکونی در روسیه است که در استان آرخانگلسک واقع شده‌است.